# Кенан Еврен
Ахме́т Кена́н Евре́н (тур. Ahmet Kenan Evren; 17 липня 1917, Алашехір, Маніса, Османська імперія — 9 травня 2015, Анкара, Туреччина) — турецький військовий та державний діяч.

## Життєпис
У 1938 закінчив військову школу, а 1948 — військову академію.
Брав участь у Корейській війні.
У 1974 отримав військове звання генерал, в 1977 зайняв посаду головнокомандуючого сухопутними військами, з 1978 начальник Генерального штабу.
У 1975 призначений військовим аташе при турецькому посольстві у Москві.
Очолив військовий переворот 1980 року, після якого очолив нову адміністрацію, а згодом обраний президентом. Роки, що передували перевороту, характеризувалися запеклою боротьбою між ультраправими та ультралівими. Сподіваючись на комуністичну революцію, ліві бойовики влаштовували вуличні заворушення; з іншого боку, праві націоналістичні бойовики давали відсіч лівим революціонерам і провокували релігійне збудження. Університети стали на чийсь бік, і кожен з них перетворився на штаб-квартиру або лівих, або правих. Хаотична ситуація, створена ультралівими та ультраправими групами, зруйнувала громадську безпеку в країні. Комуністичні та неофашистські групи намагалися тримати під своїм контролем навіть вулиці, б'ючи або вбиваючи всіх, хто не належав до них. Нарешті, антисекулярний мітинг, організований ісламістами в Коньї 6 вересня 1980 року, став останньою краплею.
Переворот призвів до створення Ради національної безпеки як правлячого органу. Рада 1980 року складалася з воєначальника Кенана Еврена, начальника штабу і президента держави. Парламент був розпущений. Виступаючи в 1984 році в Муші з приводу страти Ердала Ерена, комуністичного бойовика, нібито 17-річного, але за офіційними даними 1961 року народження, якого звинувачували у вбивстві турецького солдата, він сказав: «Тепер, коли я його зловлю, я віддам його під суд, а потім не страчу, а буду піклуватися про нього все життя. Я буду годувати цього зрадника, який підняв зброю на цих солдатів, які роками проливали свою кров за цю Батьківщину. Ви згодні на це?!»
18 червня 2014 екс-президент Туреччини 96-річний Кенан Еврен і колишній головнокомандувач військово-повітряних сил 89-річний Тахсін Шахінкая засуджені до довічного ув'язнення за участь у військовому перевороті 1980 року